# Marc García
Marc García, född 1 november 1999 i Barcelona, är en spansk roadracingförare. Han blev den första världsmästaren i Supersport 300 när han vann Supersport 300-VM 2017.